# Slither (film)
A Slither (eredeti cím: Slither) 2006-ban bemutatott amerikai sci-fi horrorfilm, amelyet James Gunn írt és rendezett rendezői debütálásában. Producerek Paul Brooks és Eric Newman, a főszerepben Nathan Fillion, Elizabeth Banks, Tania Saulnier, Gregg Henry és Michael Rooker látható. A film egy dél-karolinai kisvárosban játszódik, amelyet egy rosszindulatú idegen parazita száll meg.
A Slither bevételi szempontból megbukott, viszont általánosságban pozitív kritikákat kapott, és azóta kultikus filmmé vált.

## Cselekmény
Egy rosszindulatú, érző földönkívüli parazita landol egy meteorit belsejében. A dél-karolinai Wheelsy városába megy, ahol megfertőzi a gazdag lakost, Grant Grantet, aki feleségével, Starlával él együtt, átveszi az uralmat a teste felett, és elnyeli az elméjét. Mivel az idegen uralja a testét, "Grant" hirtelen egy csápos, gusztustalan szörnyeteggé kezd átalakulni. Elrabol és megfertőz egy helyi nőt, Brendát, hogy az idegen lárvák tenyésztőjeként szolgáljon.

## Szereplők
| Szerep            | Színész             | Szinkronhang   |
| ----------------- | ------------------- | -------------- |
| Bill Pardy        | Nathan Fillion      | Rába Roland    |
| Starla Grant      | Elizabeth Banks     | Bertalan Ágnes |
| Grant Grant       | Michael Rooker      | Tarján Péter   |
| Jack MacReady     | Gregg Henry         | Rosta Sándor   |
| Brenda Gutierrez  | Brenda James        | Solecki Janka  |
| Wally             | Don Thompson        | Németh Gábor   |
| Trevor            | Haig Sutherland     | Bodrogi Attila |
| Margaret          | Jennifer Copping    | Dudás Eszter   |
| Kylie Strutemyer  | Tania Saulnier      |                |
| Kibelezett fiú    | Dustin Milligan     |                |
| Gina Kid          | Zak Ludwig          |                |
| Karaokis nő       | Kathryn Kirkpatrick |                |
| Ideges anyuka     | Xantha Radley       |                |
| Janene            | Lorena Gale         | Gerbert Judit  |
| Hentes            | Bart Anderson       |                |
| Énekes            | Corby Lund          |                |
| Dr. Karl (hangja) | Rob Zombie          |                |
| Szomorú részeg    | Lloyd Kaufman       |                |
| Tourneur          | Tom Heaton          |                |
| Shelby            | Jenna Fischer       |                |
| Charlie           | Ben Cotton          |                |
| Dwight            | Dee Jay Jackson     |                |
| Emily Strutemyer  | Matreya Fedor       |                |
| Jenna Strutemyer  | Amber Lee Bartlett  |                |
| Mr. Strutemyer    | William MacDonald   |                |
| Mrs. Strutemyer   | Iris Quinn          |                |

Ezen kívül William MacDonald és Iris Quinn alakítják Kylie szüleit, Matreya Fedor és Amber Lee Bartlett pedig testvéreit, Emilyt és Jennát. Bill csapatának további tagjait Tom Heaton Tourneur, Ben Cotton Charlie és Dee Jay Jackson Dwight alakítja. A Wheelsy lakói között szerepel Dustin Milligan Starla osztályának egyik diákjaként, Lorena Gale Starla munkatársaként, Janene-ként, Darren Shahlavi Brenda férjeként, valamint Magda Apanowicz egy nem akkreditált szerepben Kylie barátjaként. A Troma Films társalapítója, Lloyd Kaufman részeges férfiként tűnik fel, Rob Zombie pedig Grant orvosának, Dr. Karlnak adja a hangját. James Gunn rendező Hank, Starla munkatársa szerepében tűnik fel.

## Médiakiadás

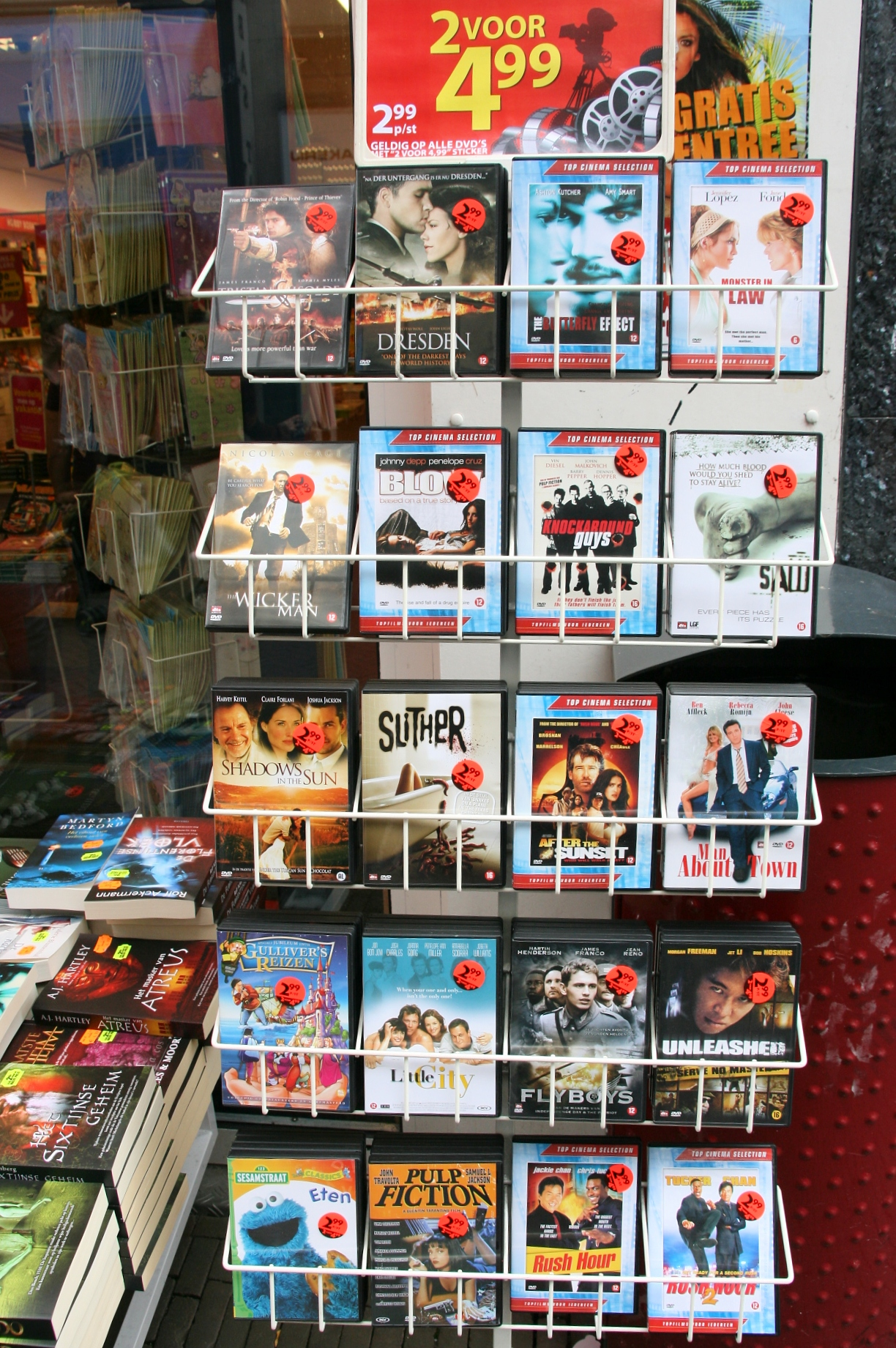
Slither a Hollandiában árusított akciós DVD-k között

A film 2006. október 24-én jelent meg hagyományos DVD-n és HD DVD/DVD hibrid lemezen. A HD-változat 1,85:1 szélesvásznú, 1080p felbontású és Dolby Digital-Plus 5.1 surround hangzású. A DVD a film mellett két making-of dokumentumfilmet is tartalmaz, az egyiket kizárólag a vizuális effekteknek ajánlva. A DVD tartalmaz törölt és bővített jeleneteket, egy bakiparádét, a vizuális effektek bemutatását, egy körbevezetést Fillionnal a forgatáson, valamint egy audiokommentárt Gunn és Fillion részéről. Szintén a DVD-n található még az ehető vér készítését bemutató rövidfilm, valamint Lloyd Kaufman dokumentumfilmje, amely a forgatáson töltött napját és egyetlen (végül a filmből kivágott) szövegének felvételét mutatja be. Végül, van egy bónusz is "Ki az a Bill Pardy?" címmel, amely egy Gunn által készített viccfilm, kizárólag azzal a céllal, hogy Fillion-t kifigurázza, és amelyet a film forgatási ünnepségén mutattak be.
A Shout! Factory 2017. július 25-én kiadta a gyűjtői kiadást Blu-ray lemezen. A Justin Osbourn művész által illusztrált új tokterv mellett olyan új különleges funkciókat tartalmaz, mint például egy új audiokommentár James Gunnnal és a stábtagokkal, új interjúk James Gunnnal és Gregg Henry színésszel (Jack MacReady), valamint az eredeti DVD-videón található összes különleges tartalommal.

## Fordítás
- Ez a szócikk részben vagy egészben  a   Slither (2006 film) című angol Wikipédia-szócikk fordításán alapul.  Az eredeti cikk szerkesztőit annak laptörténete sorolja fel. Ez a jelzés csupán a megfogalmazás eredetét és a szerzői jogokat jelzi, nem szolgál a cikkben szereplő információk forrásmegjelöléseként.